# Bazini járás

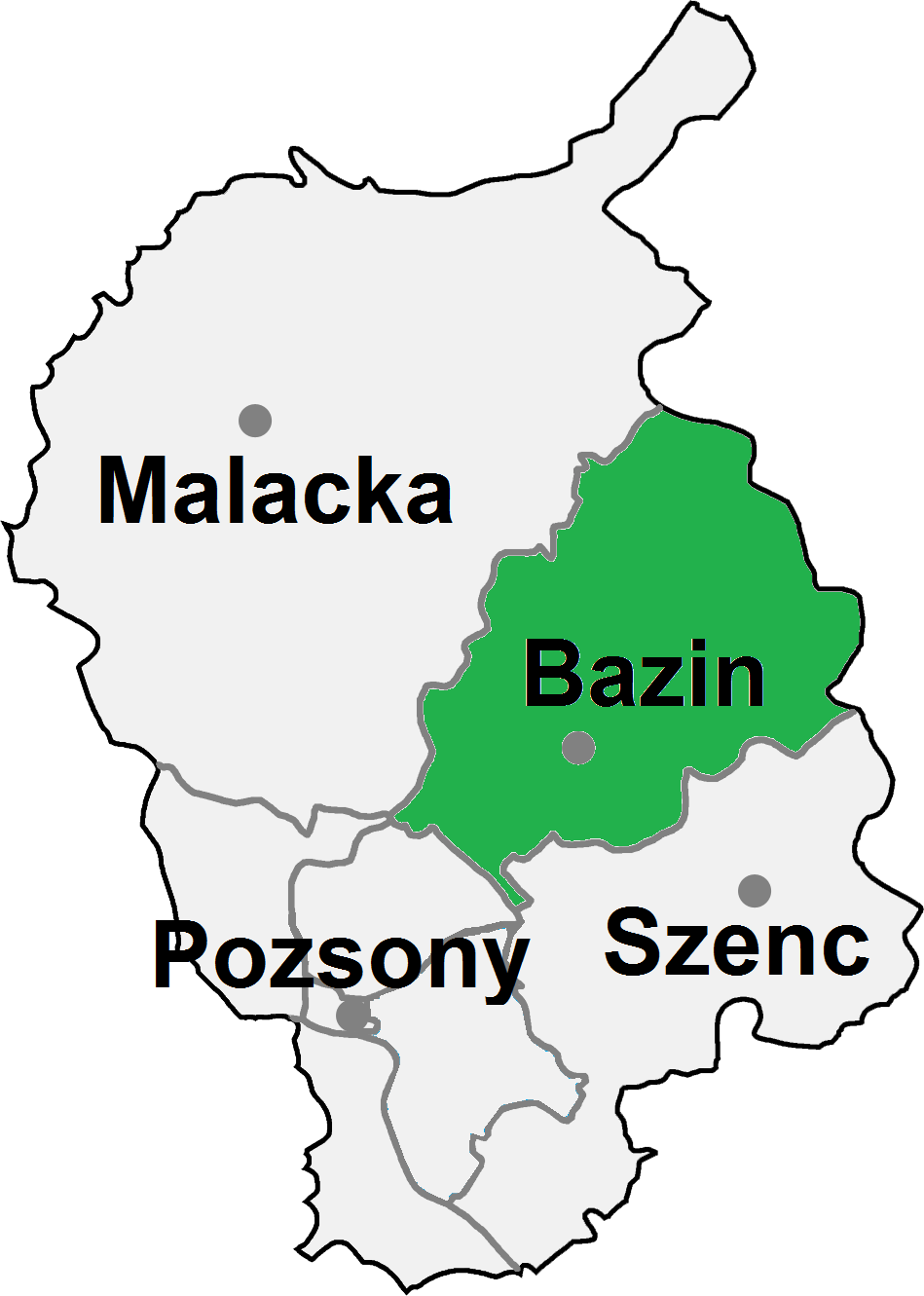
A Bazini járás

A Bazini járás (szlovákul: Okres Pezinok) Szlovákia Pozsonyi kerületének közigazgatási egysége.
Területe 375,53 km², lakossága 57 567 (2011), székhelye Bazin (Pezinok).

## Népessége
| Év:            | 1994.  | 2004.   | 2014.   | 2024.    |
| -------------- | ------ | ------- | ------- | -------- |
| Emberek száma: | 53 171 | 55 390  | 60 445  | 70 063   |
| Eltérés:       |        | +4,17 % | +9,12 % | +15,91 % |

| Év:            | 2023.  | 2024.   |
| -------------- | ------ | ------- |
| Emberek száma: | 69 953 | 70 063  |
| Eltérés:       |        | +0,15 % |

## A Bazini járás települései
- Bazin (Pezinok)
- Báhony (Báhoň)
- Cserfalu (Dubová)
- Cseszte (Častá)
- Csukárd-Terlény (Vinosady)
- Gidrafa (Budmerice)
- Gidrafűrész (Píla)
- Halmos (Jablonec)
- Hattyúpatak (Viničné)
- Istvánkirályfalva (Štefanová)
- Kárpáthalas (Vištuk)
- Limpak (Limbach)
- Modor (Modra)
- Ottóvölgy (Doľany)
- Szentgyörgy (Svätý Jur)
- Senkőc (Šenkvice)
- Tótgurab (Slovenský Grob)

1. ↑  Population of Slovakia by gender – SR-area-region-district, cities-rural (annually) [om7102rr], 2025. március 31., 2025. április 24.
2. 1 2  Počet obyvateľov podľa pohlavia - obce (ročne) [om7102rr_obce=AREAS_SK]. Statistical Office of the Slovak Republic, 2025. március 31. (Hozzáférés: 2025. március 31.)